# Hoplosternum punctatum
Hoplosternum punctatum là một loài cá da trơn nước ngọt nhiệt đới thuộc chi Hoplosternum trong họ Callichthyidae. Loài này được tìm thấy ở lưu vực sông Atrato thuộc quốc gia Colombia và vùng ven biển Thái Bình Dương thuộc Panama (miền nam Trung Mỹ).
Loài này được mô tả lần đầu tiên vào năm 1916.

## Mô tả
H. punctatum có chiều dài khoảng từ 7,7 cm khi trưởng thành, thấp hơn so với người họ hàng của nó là Hoplosternum magdalenae.
H. punctatum thường bị nhầm lẫn với loài Dianema longibarbis nếu không quan sát kĩ. H. punctatum có mắt nhỏ hơn và nằm cao hơn một chút so với đường giữa của thân cá; trong khi D. longibarbis có mắt to hơn và nằm ngay trên đường giữa của thân (hoặc thấp hơn). Sự khác biệt giữa các cá thể trưởng thành của 2 loài cũng dễ nhận diện; vây ngực của H. punctatum thường có một khoảng trống ở trung tâm (cá mái) hoặc chồng lên nhau (cá đực), nhưng đối với Dianema thì chúng được đặt sát vào nhau.
Cách đơn giản nhất để phân biệt chúng là nhìn vào chiều dài của vây lưng. Ở Hoplosternum, vây lưng của nó dài bằng một nửa chiều dài của vây tia mềm đầu tiên; đối với Dianema thì chúng dài bằng nhau.